# KYZK
Koordinaten: 43° 39′ 42″ N, 114° 24′ 7″ W
KYZK oder KYZK-FM (Branding: „Good Times Great Music“) ist ein US-amerikanischer Hörfunksender in Sun Valley im US-Bundesstaat Idaho. KYZK sendet auf der UKW-Frequenz 107,5 MHz. Das Musiksendeformat ist auf Nostalgie ausgerichtet. Eigentümer und Betreiber ist die Chaparral Broadcasting, Inc.